# Sensational Space Shifters (Live in London July '12)
Sensational Space Shifters (Live in London July '12), también llamado Robert Plant presents Sensational Space Shifters (Live in London '12) o 7/12/12 HMV Forum, London, GB es un álbum en vivo del cantante británico de rock Robert Plant, publicado en 2012 a través de medios digitales. El concierto se grabó el 12 de julio de 2012 en el HMV Forum de Londres con su nuevo proyecto musical Sensational Space Shifters, en la que interpretaron canciones clásicas del blues y algunos temas de su carrera solista y de Led Zeppelin. Por otro lado, y como dato, es la primera producción en directo de Plant que no fue publicado como DVD.

## Lista de canciones
| N.º | Título                                     | Duración |  |
| 1.  | «Fixin' to Die»                            | 5:07     |  |
| 2.  | «Tin Pan Valley»                           | 6:32     |  |
| 3.  | «44»                                       | 4:30     |  |
| 4.  | «Friends»                                  | 5:15     |  |
| 5.  | «Spoonful»                                 | 6:47     |  |
| 6.  | «Bron-Y-Aur Stomp»                         | 4:56     |  |
| 7.  | «Ohio»                                     | 5:48     |  |
| 8.  | «No Bad News»                              | 4:52     |  |
| 9.  | «Standing»                                 | 5:07     |  |
| 10. | «Black Dog»                                | 7:14     |  |
| 11. | «Somebody Knocking»                        | 8:48     |  |
| 12. | «Witchdoctor»                              | 5:55     |  |
| 13. | «Whole Lotta Love/Steal Away/Bury My Body» | 8:06     |  |
| 14. | «Another Tribe»                            | 4:32     |  |
| 15. | «Gallows Pole»                             | 6:17     |  |

## Miembros
- Robert Plant: voz y armónica
- Patty Griffin: voz
- Juldeh Camara: kologo, tambor parlante y coros
- Justin Adams: guitarra, bendir y coros
- Billy Fuller: bajo y coros
- John Baggott: teclados
- Liam Tyson: guitarra y coros
- Dave Smith: batería y percusión